# Tridentella cornuta
Tridentella cornuta là một loài chân đều trong họ Tridentellidae. Loài này được Kussakin miêu tả khoa học năm 1979.